# Duratón (Segovia)
Duratón es una localidad española del municipio de Sepúlveda, en la provincia de Segovia, en la comunidad autónoma de Castilla y León. Sita a orillas del río del mismo nombre, Duratón,  contaba con 31 habitantes censados en 2020. En la orilla norte se encuentra la iglesia de Nuestra Señora de la Asunción, románica porticada, calificada como una de las más bellas en Castilla o incluso del románico porticado español. Junto al pueblo se ubican los restos de la ciudad romana de Confluenta.
Duratón se extingue como municipio y su territorio de incorpora a Sepúlveda el 26 de mayo de 1970.

## Historia

### Época celtibérica
Los primeros datos sobre la ocupación de Duratón se remontan a los siglos III-II a. C., cuando se documenta en el llano de Los Mercados, meseta elevada junto a la confluencia de los ríos Duratón y Serrano inmediatamente al Norte del pueblo, una pequeña ocupación celtíbero-arévaca.

### Época romana

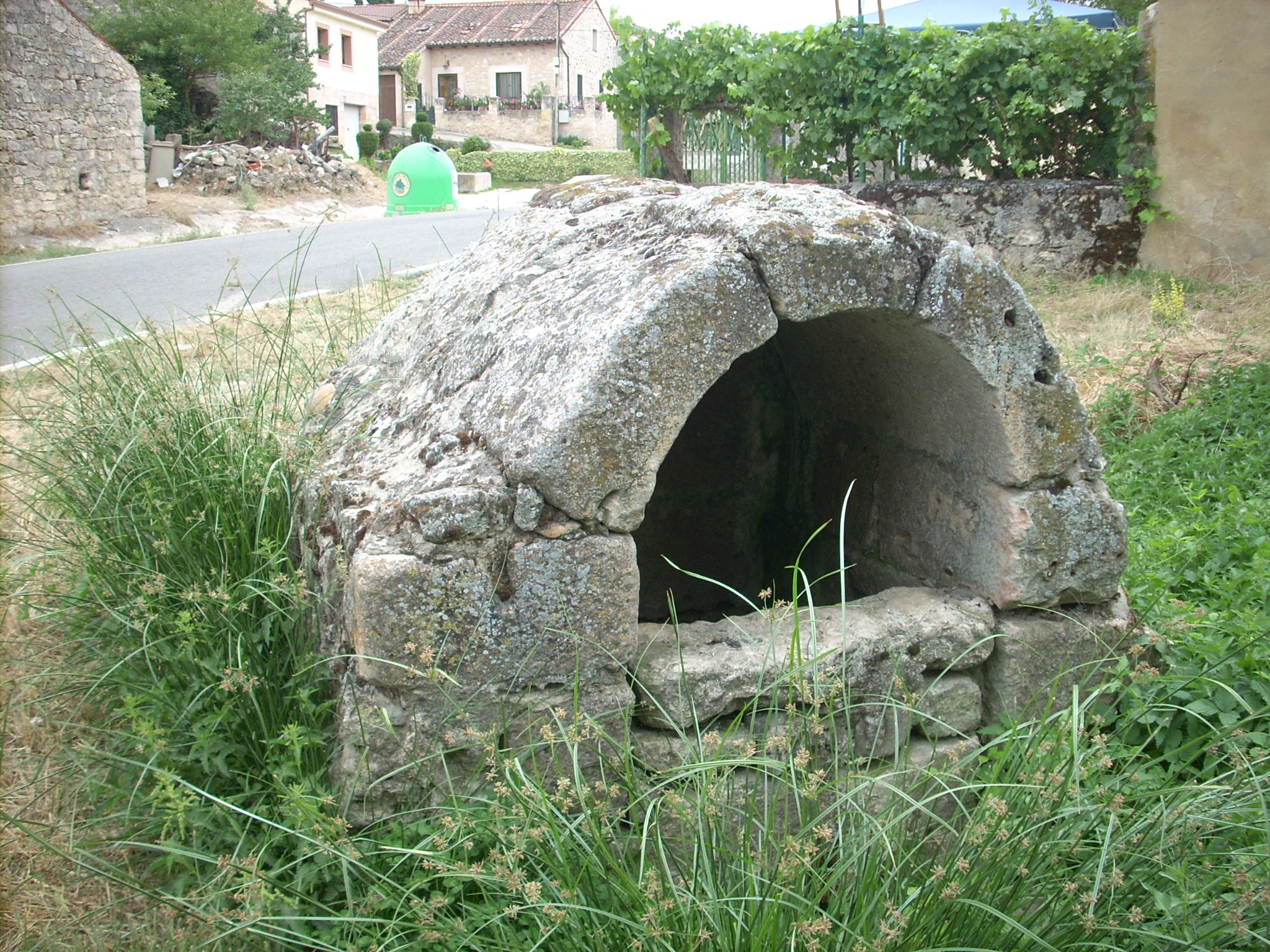
Pozo romano.

El valle alto del Duratón, y dentro de ésta la ciudad celtibérica de Sepúlveda, fue conquistado entre 98 y 93 a. C. por el cónsul romano Tito Didio. El gobierno romano decidió entonces el desalojo de Sepúlveda y la fundación de una ciudad nueva en Los Mercados. Existen indicadores (aunque falta una confirmación epigráfica) de que esta ciudad era la Confluenta que el historiador griego Ptolomeo (2.6.55N) cita en el siglo II d. C. como pólis entre los arévacos.
La ciudad se desarrollará entre los siglos I a. C. y V d. C., convirtiéndose hacia 75 d. C. en uno de los tres municipios (junto a Segovia y Cauca) entre los que se distribuyó en época romana el actual territorio de la provincia de Segovia.  Fue una ciudad floreciente por su carácter de núcleo ganadero y comercial, gracias a su ubicación junto al puerto de Somosierra, uno de los accesos principales a la Meseta Norte desde la Meseta Sur, y a su ubicación en un lugar que era "confluencia" de comunicaciones y caminos pecuarios.
Los restos de la ciudad se extienden en Los Mercados en una superficie de cerca de 50 ha, donde las investigaciones arqueológicas han detectado una distribución urbana según ejes regulares así como los restos de edificios públicos monumentales (rampa de acceso, posibles termas y un forum pecuarium/campus -un mercado de ganado y espacio de esparcimiento extraurbano), de edificios privados y de infraestructuras.
Los restos materiales recuperados en el transcurso de estas investigaciones se conservan, en su mayor parte, en el Museo de Segovia.

### Época visigoda

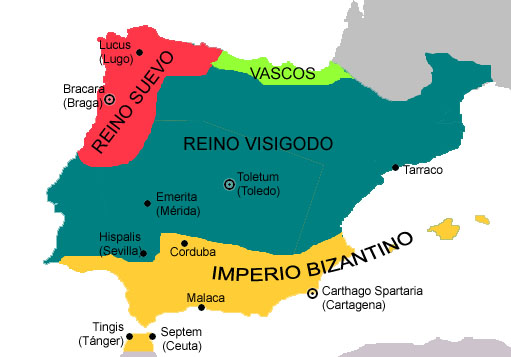
Reino visigodo.

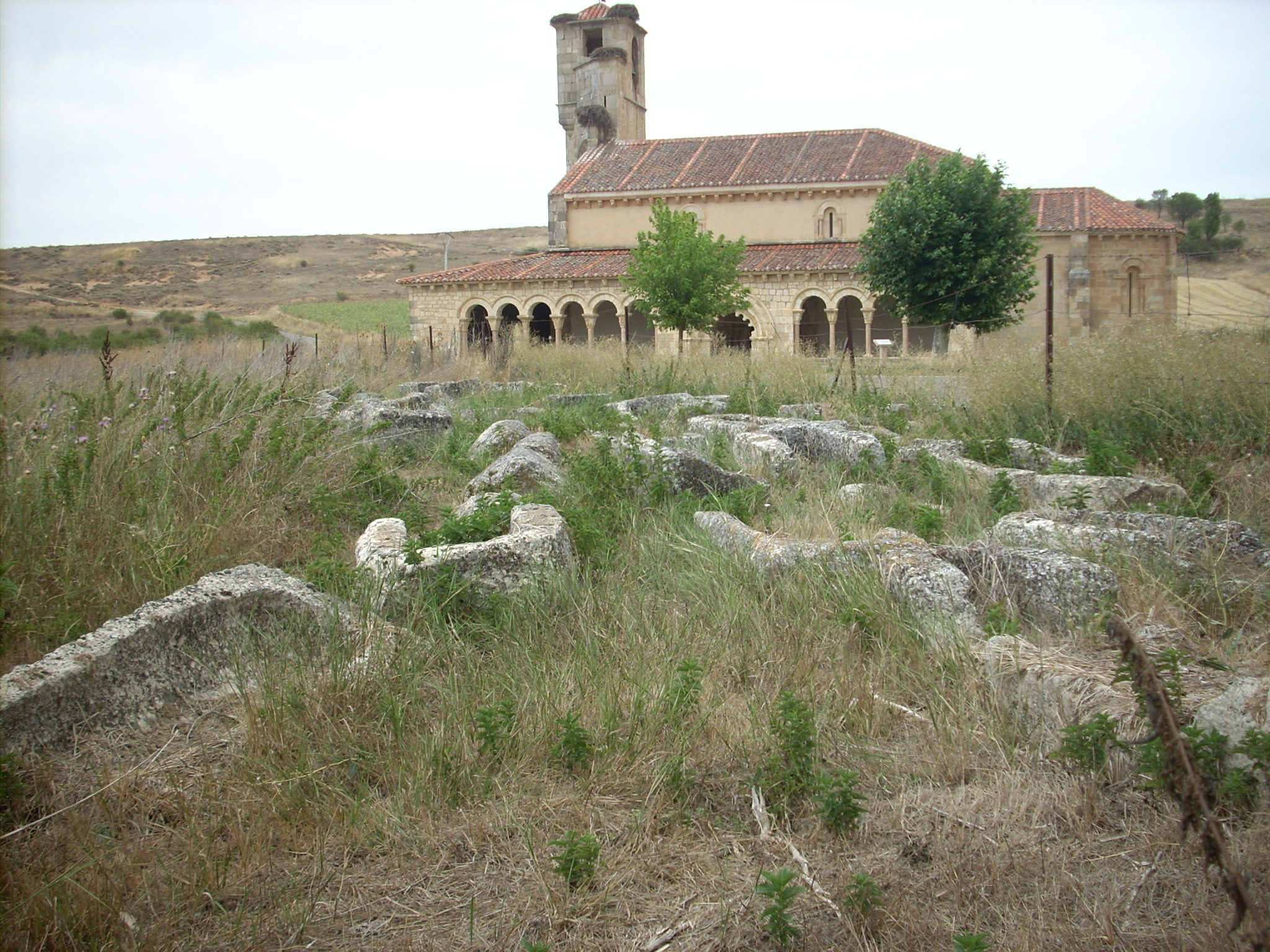
Necrópolis visigoda.

- La ciudad de Confluenta-Duratón se transforma entre los siglos V y VII d. C. en una aldea, durante la época visigoda, a lo largo de un proceso mal conocido por el momento. Restos de cerámicas en la superficie de Los Mercados documentan esta ocupación visigoda, aunque el testimonio más importante de esta etapa lo constituye la necrópolis localizada inmediatamente al norte de la iglesia románica, situada junto al río Duratón, fuera ya de lo que fue el casco urbano de época romana. Excavada entre 1942 y 1943 por Antonio Molinero Pérez, con sus 666 enterramientos y magníficos ajuares, es una de las mayores y más significativas necrópolis visigodas de España.[10] Recordamos las palabras de Molinero:...descubrir 666 sepulturas...... magníficos ajuares con un total de 144 broches de cinturón y 227 fíbulas...... aparte de numerosos collares, pendientes, anillos, brazaletes, hebillas, amuletos, cerámicas (no abundantes)...... monedas, además de bastantes romanas de bronce y algunas de plata, se han encontrado dos sueldos y un tremís, de oro, acuñados a nombre del emperador Anastasio, en unión de dos broches de cinturón de tipo bizantino".[11]

En la actualidad el Museo de Segovia es depositario de los materiales encontrados en esta necrópolis.
La declaración de BIC a las excavaciones arqueológicas de la necrópolis visigoda se encuentra publicada en el BOE de 1995.01.03 y el decreto es el 264/1994 de 24 de noviembre.

### Época medieval

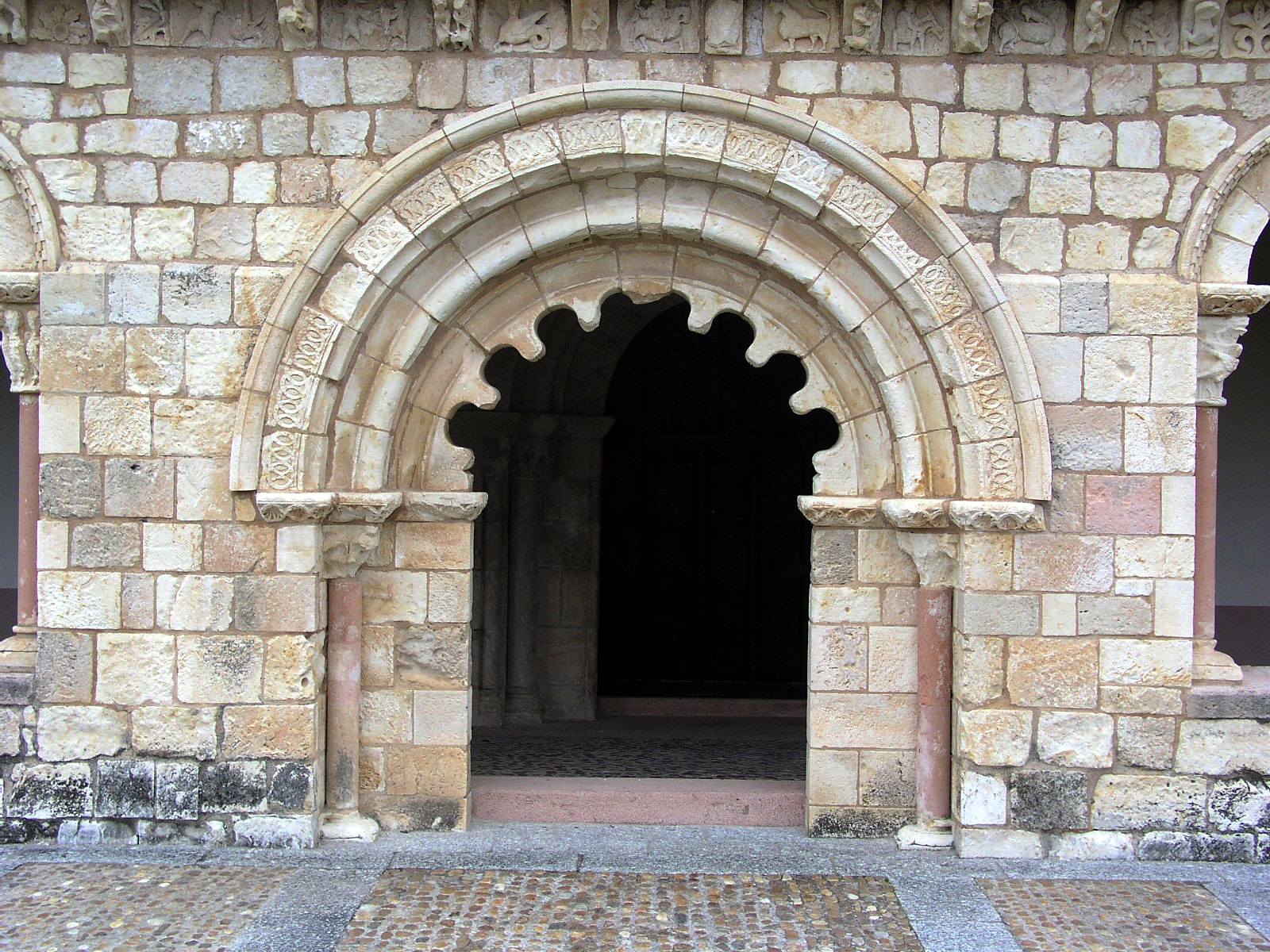
Entrada a la iglesia

Entre el fin de la etapa visigoda y el inicio del siglo XII no se documentan restos arqueológicos en Duratón, de cara a evaluar cómo surgió la aldea en la que se construiría en el siglo XII la iglesia románica, y si entre ambos periodos el lugar quedó despoblado, tras la invasión musulmana de 711. El paso islámico también queda patente en las influencias artísticas visibles en la portada de la iglesia románica.
Sabemos que la zona fue conquistada por las tropas cristianas en 1010 y que, efectivamente, a partir del siglo XIII está en desarrollo la aldea que se responsabilizó de la construcción del templo románico. El territorio pasaría formar parte de la Comunidad de Villa y Tierra de Sepúlveda, quedando encuadrado dentro del Ochavo de la Sierra y Castillejo.

### Época contemporánea
El puente románico, de un ojo, frente a la iglesia fue restaurado en 1800 según informe. Hubo un intento de hacerlo de tres ojos y junto al Corral pero esta idea fue desestimada.
Duratón también es referenciado en 1850 por P. Madoz como: "villa con ayuntamiento de 1/2 legua de extensión N. a S y una de E. a O. la combaten todos los vientos y su clima es propenso a calenturas y afectos de pecho, la conforman 50 casas con 49 vecinos y su capital de impuestos es de 58,321 reales. De terreno llano con tierra bastante inferior que produce trigo, cebada, centeno y mantiene ganado lanar y vacuno y cría caza de liebres, conejos y perdices, el río da pesca de barbos de muy buen gusto".

## Política
Al pertenecer al municipio de Sepúlveda tiene por alcaldesa a Concepción Monte de la Cruz (PP).
Y como concejales:
Francisco Notario Martín (PP).
Román Sebastián Ayuso (PP).
Félix Monte Cristóbal (PP).
Carmelo Aladro Méndez (PP).
Estanislao Abad Gómez-Pantoja (PP).
Ramón López Blázquez (PSOE).
Jesús Moreno Roca (PSOE).
Julián Benito Sebastián (PSOE).

## Geografía

### Ubicación

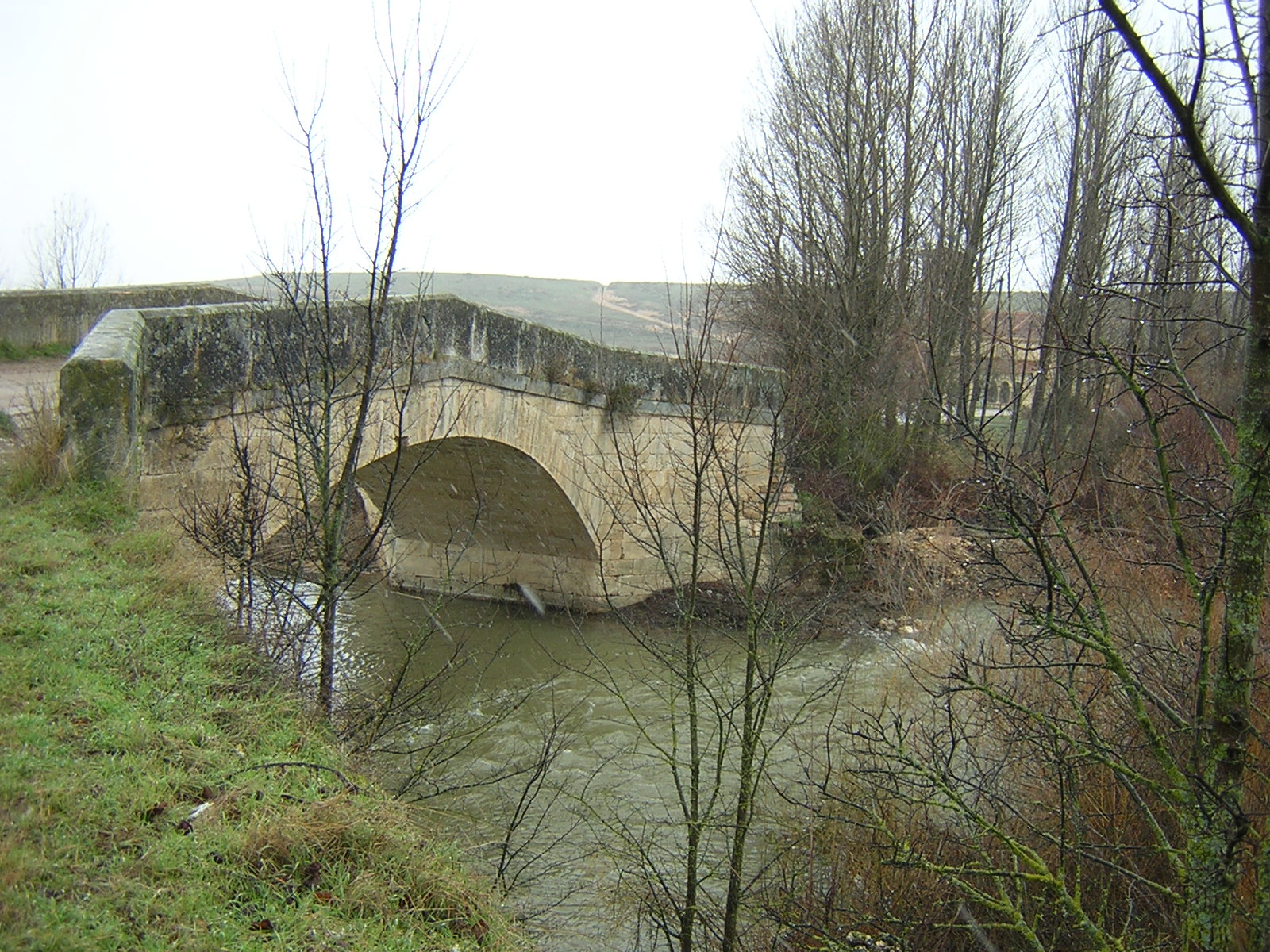
Puente románico.

Está situada en la región central de la península ibérica a 50 km de Segovia y 90 km de Madrid, en una vega atravesada por el río de paisaje llano y algo ondulado con zonas de arboleda en las zonas de orilla. Limita con las poblaciones de Sepúlveda, Vellosillo, Perorrubio, Sotillo, El Olmo y El Olmillo.

### Barrios
Se compone de tres núcleos de población.
El casco urbano se encuentra en el lado sur del río, pasando e puente al lado norte está la iglesia románica (1203) y la necrópolis visigoda, justo detrás de ella. El Corral, a dos km al este, en la actualidad cuenta con una población mínima y una explotación pecuaria. La Serna, a un km al norte, también con población en la actualidad.

### Clima
El clima es mediterráneo continentalizado, frío y seco. La temperatura anual tiene un promedio de 12 °C, con mínimas absolutas en diciembre de -14 °C y máximas en julio de 37 °C; la precipitación anual es de 520 mm anuales.

## Flora
Existe un Catálogo florístico del cañón del río Duratón.

## Fauna
- Pueden encontrarse con facilidad mamíferos del tipo liebres, conejos. En épocas recientes se pueden ver algunas parejas de corzos.
- Las aves están representadas por los buitres que habitan en las cercanas hoces del río, aguilillas, halcones, búhos, perdices y codornices. Además de otros de menor porte, aunque no por ello menos representativos.

## Demografía
| Gráfica de evolución demográfica de Duratón entre 1842 y 1960 |
| |
| Población de derecho según los censos de población del INE Población de hecho según los censos de población del INEEntre el censo de 1970 y el anterior, este municipio desaparece porque se integra en el municipio 40195 (Sepúlveda) |

| 300                           | 358 | 58 | 59 | 82 | 65 | 60 | 46 | 45 | 45 | 44 | 36 | 31 | 29 |
| (Fuente: INE[cita requerida]) |     |    |    |    |    |    |    |    |    |    |    |    |    |

- En 1564 contaba con 68 vecinos.[20]

## Economía
- Sector primario: Producción agrícola de cereales y pecuaria de vacuno de carne y ovino para leche.
- Sector secundario: no se encuentra presente pues ya no están activos ni '... un molino harinero, una fragua...'.[16]
- Sector terciario: Existen servicios de restauración y alojamiento en la misma población.

## Comunicaciones
- Coche: por carretera situado en kilómetro 4 de la carretera SG-V-2341 a 4 km de Sepúlveda en la carretera SG-232 y a 6 km de Boceguillas en la N-I. A 5 km de Sepúlveda donde reside el Ayuntamiento, 60 km de Segovia, capital de la provincia, a 95 de Valladolid y a 110 km de Madrid.
- Autobuses: a Madrid en El Olmo situado en la SG-232 a 4 km,  a Segovia desde Sepúlveda y a Aranda de Duero y Madrid en Boceguillas con mayor frecuencia.
- Taxis: en Sepúlveda y Boceguillas.
- Ferrocarril: la estación de tren (Renfe) más cercana se encuentra en Segovia.

## Patrimonio

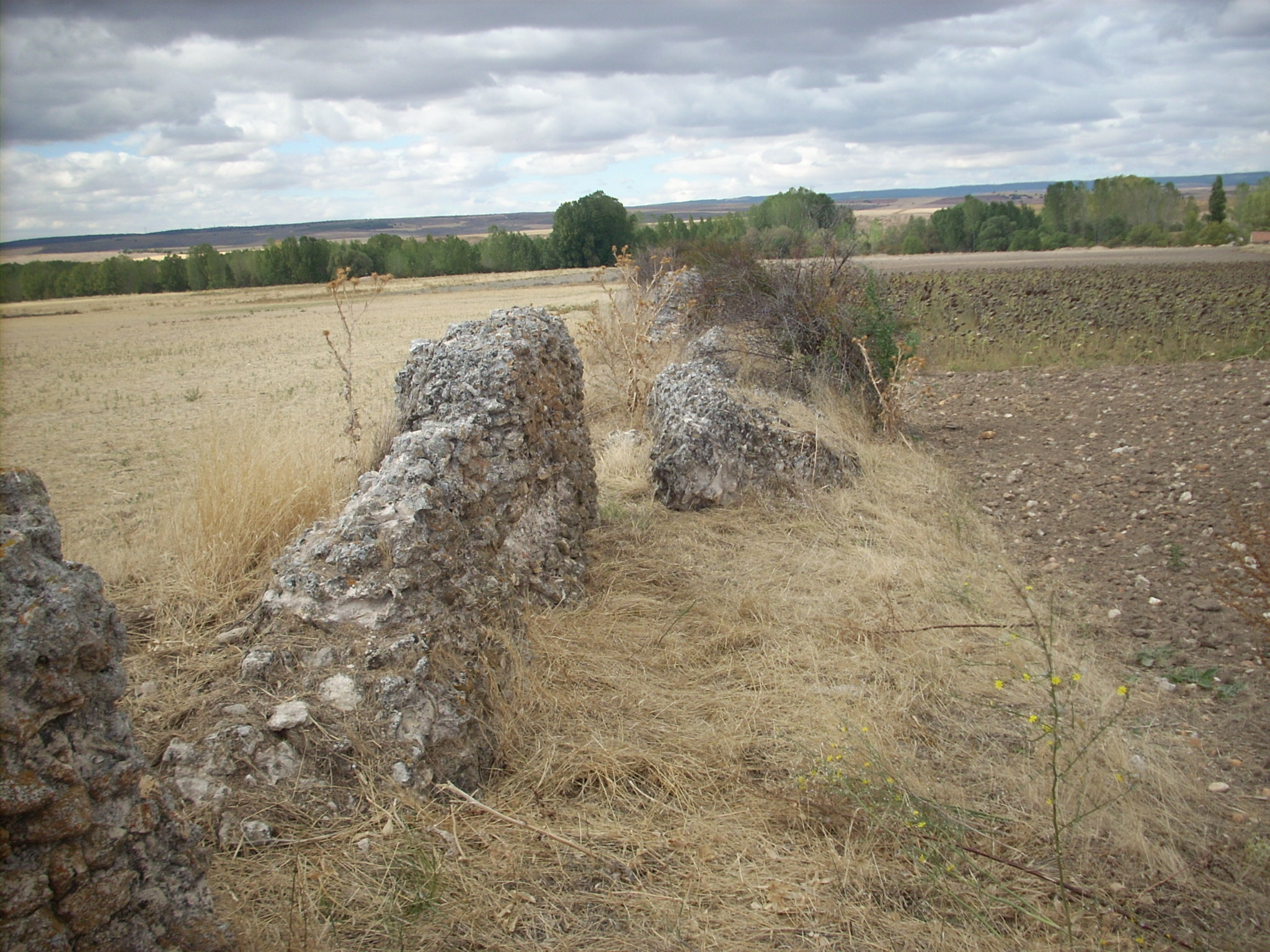
Restos de Los Mercados

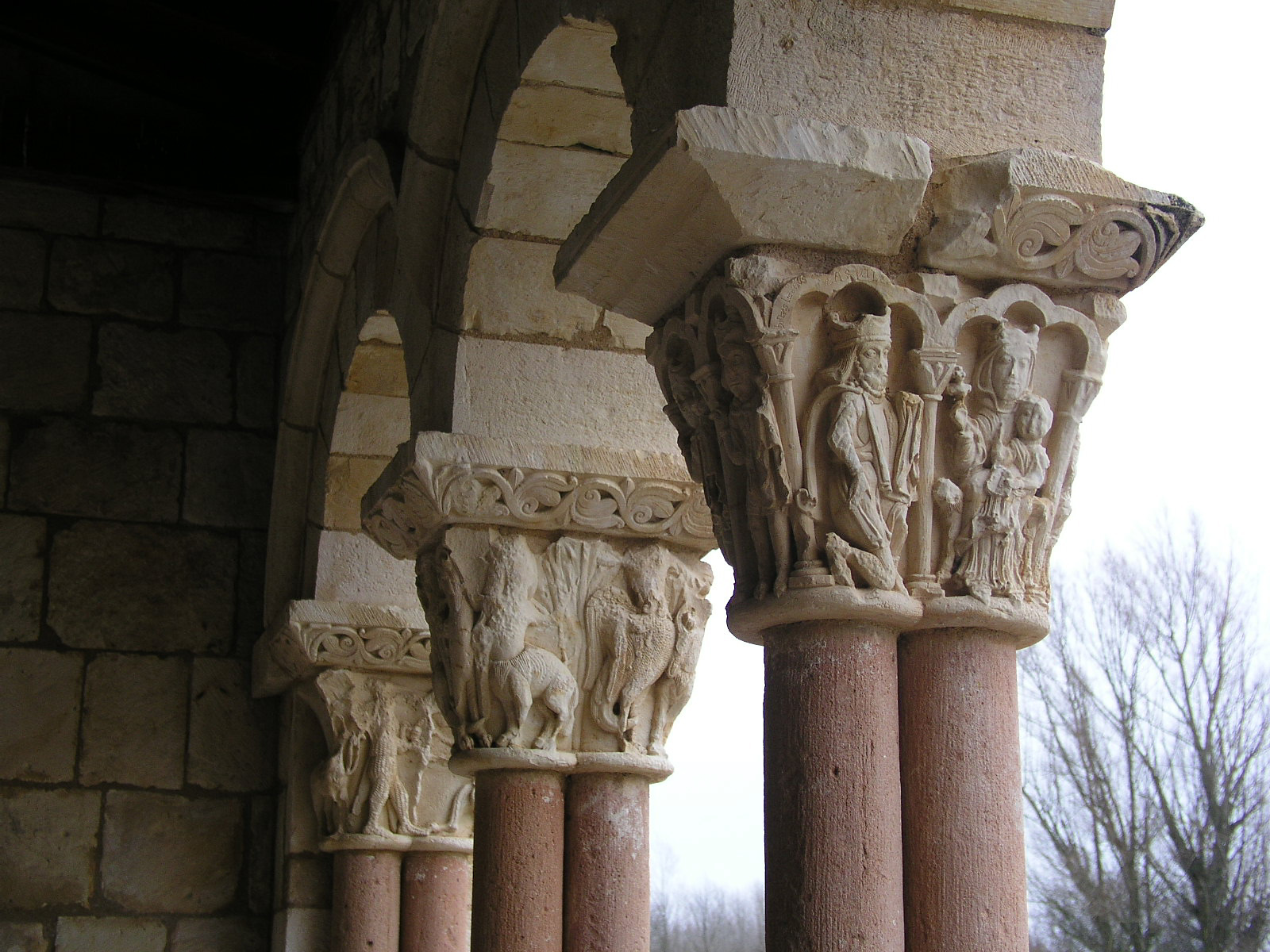
Capiteles de la iglesia

- La iglesia románica porticada de Nuestra Señora de la Asunción data de 1203, se encuadra dentro del denominado taller de Duratón.[21][22][23]
- Restos de la ciudad romana de Confluenta:

rampa de acceso a la ciudad; restos de edificio público, posiblemente unas termas; edificio de Las Paredes, donde se localiza un forum pecuarium-campus.
- Restos de una necrópolis visigoda, de las mayores de la península ibérica.
- Materiales arqueológicos de época celtibérica, romana y visigoda procedente de Los Mercados en el Museo de Segovia.
- Fragmentos de mosaicos extraídos en Los Mercados en 1796 conservados en el Museo Arqueológico Nacional.

## Fiestas
Las fiestas patronales de San Isidro constituyen un motivo de encuentro anual para la población residente y la que por algún motivo hubo de abandonarla así como los muchos visitantes.